# Иншаатчи (футбольный клуб, Баку)
«Иншаатчи» Баку (азерб. «İnşaatçı» Bakı Futbol Klubu) — советский и азербайджанский футбольный клуб. Был основан в 1935 году.

## История клуба

### Советский период
Клуб был создан в 1935 году под названием «Строитель» Баку, играл в чемпионате и Кубке Азербайджанской ССР (победитель чемпионатов 1935 и 1936, обладатель кубка 1936). В 1937—1938 годах принимал участие в матчах Кубка СССР: в 1937 году на стадии 1/32 финала проиграл команде «Динамо» Батуми, в 1938 году в первом раунде бакинской зоны уступил «Воднику».
С 1985 по 1992 год вновь именовался «Строитель» Баку. В 1990—1991 годах играл во второй низшей лиге СССР.
| Сезон | Дивизион                     | Место   | И  | В  | Н  | П  | Мячи  | О  |
| ----- | ---------------------------- | ------- | -- | -- | -- | -- | ----- | -- |
| 1990  | Вторая низшая лига, 3-я зона | 5 из 24 | 34 | 18 | 6  | 10 | 37—35 | 42 |
| 1991  | Вторая низшая лига, 3-я зона | 2 из 20 | 38 | 22 | 10 | 6  | 82—32 | 54 |

### Новая история
В 1992 году, после провозглашения независимости и началом проведения первого национального чемпионата, клуб участвовал в высшей лиге Азербайджана под названием «Иншаатчи», что является азербайджанским переводом слова «Строитель».
Самым удачным сезоном для клуба оказывается дебютный 1992 год. Заняв 6-е место в высшей лиге, клуб стал также обладателем первого Кубка Азербайджана.
В том же 1992 году «Иншаатчи» принял участие в первом по счету Суперкубке Азербайджана — «Суперкубке Сехер», в котором его соперником был первый обладатель чемпионского титула независимого Азербайджана — бакинский «Нефтчи». Игра прошла 21 февраля 1993 года на нейтральном поле, в Сумгаите, на центральном городском стадионе имени Мехти Гусейнзаде и завершилась разгромной победой «нефтяников», со счетом 4:1.

## Статистика

### Чемпионат Азербайджана
| Сезон   | Дивизион                | Дивизион                  | Место    | И  | В  | Н  | П  | Мячи  | О  | Примечание      |
| ------- | ----------------------- | ------------------------- | -------- | -- | -- | -- | -- | ----- | -- | --------------- |
| 1992    | Высшая лига             | I этап, группа «А»        | 6 из 26  | 24 | 16 | 4  | 4  | 40—16 | 36 | 3-е место из 13 |
| 1992    | Высшая лига             | II этап, за 13—26-е места | 6 из 26  | 12 | 5  | 2  | 5  | 12—12 | 12 | 6-е место из 13 |
| 1993    | Высшая лига, группа «B» | Высшая лига, группа «B»   | 5 из 10  | 18 | 7  | 4  | 7  | 28—22 | 18 |                 |
| 1993/94 | Высшая лига             | Высшая лига               | 10 из 16 | 30 | 9  | 10 | 11 | 18—15 | 28 |                 |
| 1994/95 | Высшая лига             | Высшая лига               | 11 из 13 | 24 | 4  | 3  | 17 | 20—50 | 11 |                 |

### Кубок Азербайджана
| Сезон   | Этап       |
| ------- | ---------- |
| 1992    | победитель |
| 1993    | 1/2 финала |
| 1993/94 | 1/4 финала |
| 1994/95 | 1/4 финала |

## Достижения
- 1992 год — обладатель первого Кубка Азербайджана после обретения независимости[7]